# Джайпал Сінґг
Джайпал Сінґг (3 січня 1903 — 20 березня 1970) — індійський хокеїст на траві.
Олімпійський чемпіон 1928 року.